# 杭州地铁7号线
杭州地铁7号线长47.48公里，主体位于江南的萧山区内，标识色是■浪漫紫，西起上城区吴山广场、并与4号线、2号线形成换乘，向东走向与机场高速平行直至萧山国际机场，后沿北直到钱塘区，设有24个站点。该线为连接线，实现了城站火车站和萧山国际机场的轨道连接，进一步加强了钱江新城和钱江世纪城两个CBD的直接联系，同时在萧山境内沿建设三路、建设四路发展轴辐射，是未来的一条主要轨道线路。其中，地铁7号线市民中心站（杭州地铁4号线与7号线的换乘站）于2013年5月17日开工。7号线首通段为奥体中心站至江东二路站，全长约39.3公里，于2020年12月30日开通运营。过江段为奥体中心站至市民中心站，全长约3.0km，于2021年9月17日开通运营。全线于2022年4月1日建成通车运营，全程约63分钟；而从吴山广场至萧山国际机场共16个站，需时43分钟。

## 线路走向
杭州地铁7号线西起吴山广场，止于大江东片区的江东二路，线路连接吴山广场、城站火车站、采荷地区、钱江新城、奥体博览城、钱江世纪城、萧山国际机场及大江东片区。
7号线工程起于上城区清波街道的吴山广场站，经河坊街区块、钱江新城、滨江区奥体区块、萧山区东部多个镇街、萧山国际机场、钱塘区江东区块，至钱塘区东沙湖核心区的江东二路站。线路主要路由为河坊街——海潮路——杭海路——解放东路——钱塘江——飞虹路——萧邮路——建设三路——建设四路——商贸路——萧山国际机场区域——永盛路——新港路——青六路。线路全长约47.48km，全部为地下线。全线共设车站24座，平均站间距为2084m，最大站间距为3583m，位于萧山国际机场站～永盛路站区间；最小站间距为756m，位于新兴路站～新汉路站区间。
地铁7号线工程设盈中车辆段和江东三路停车场。其中，江东三路停车场出入场线约为2.77 km，位于江东三路附近；盈中车辆段出入段线约为1.54km，位于杭金衢高速公路东侧。根据杭州市线网规划修编的安排，7号线大架修基地位于新湾车辆综合基地，与8号线共享。

## 车站信息

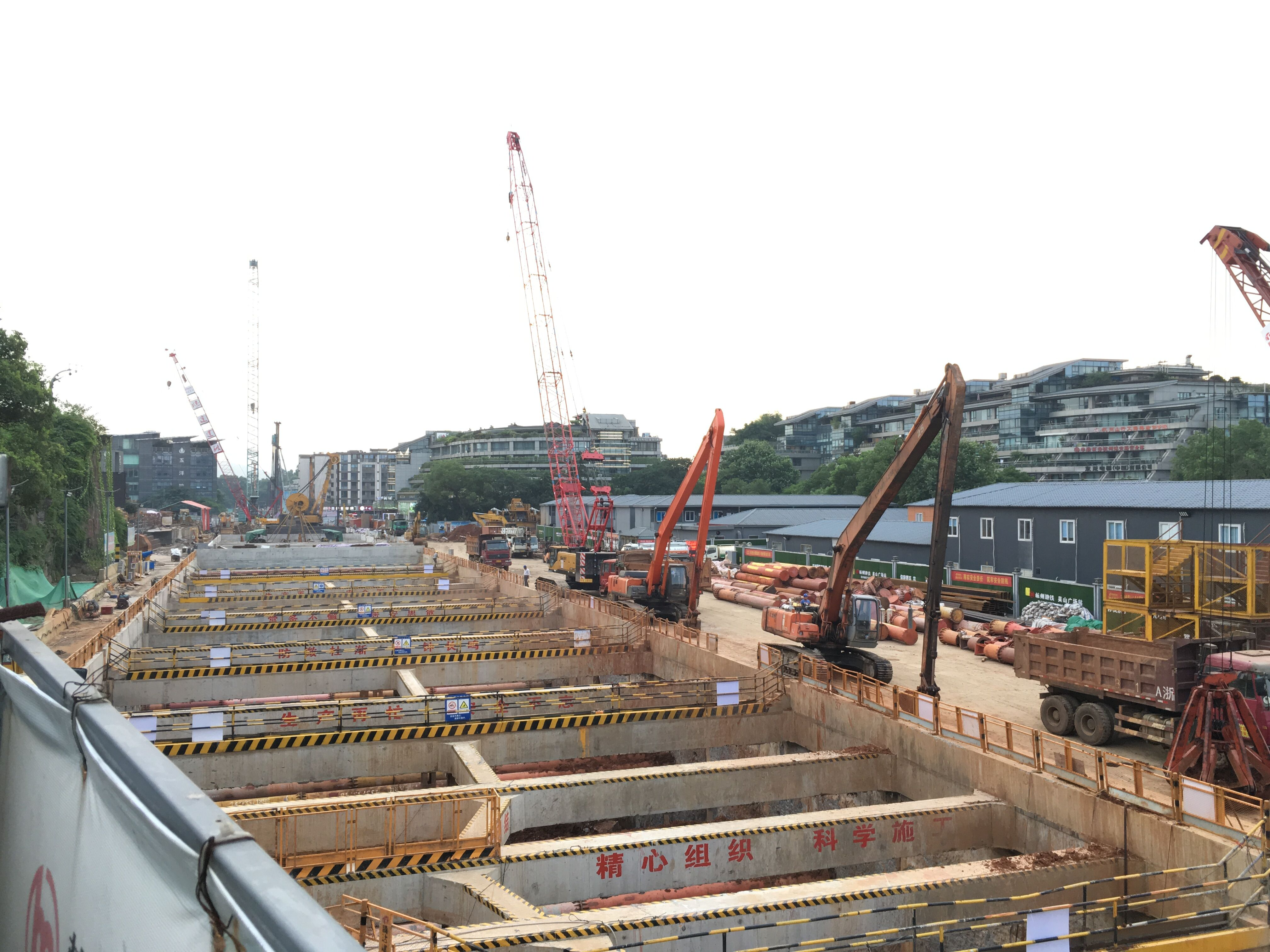
吴山广场站工地，2019年7月

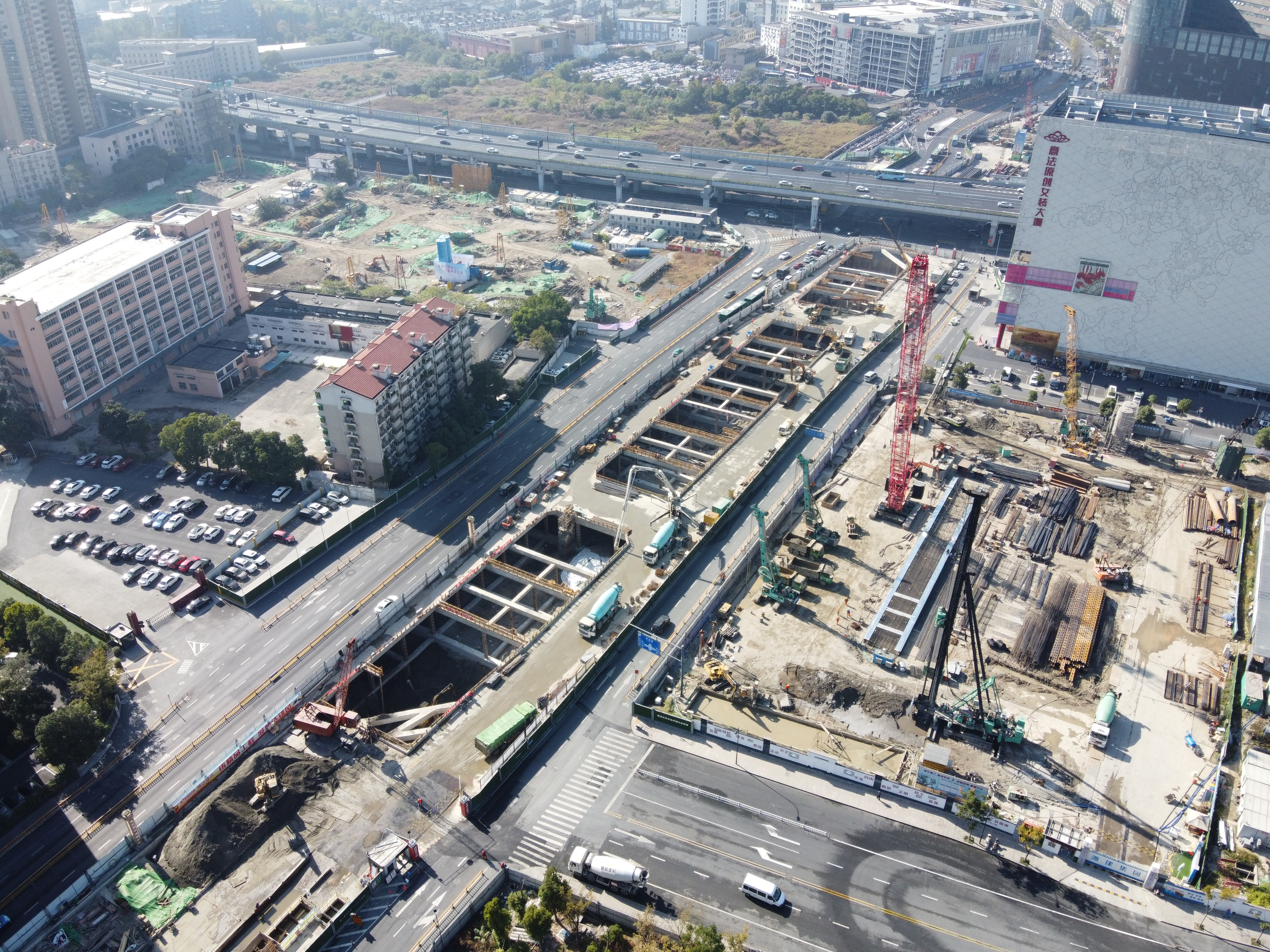
观音塘（工程名：四季青）站工地，2019年11月

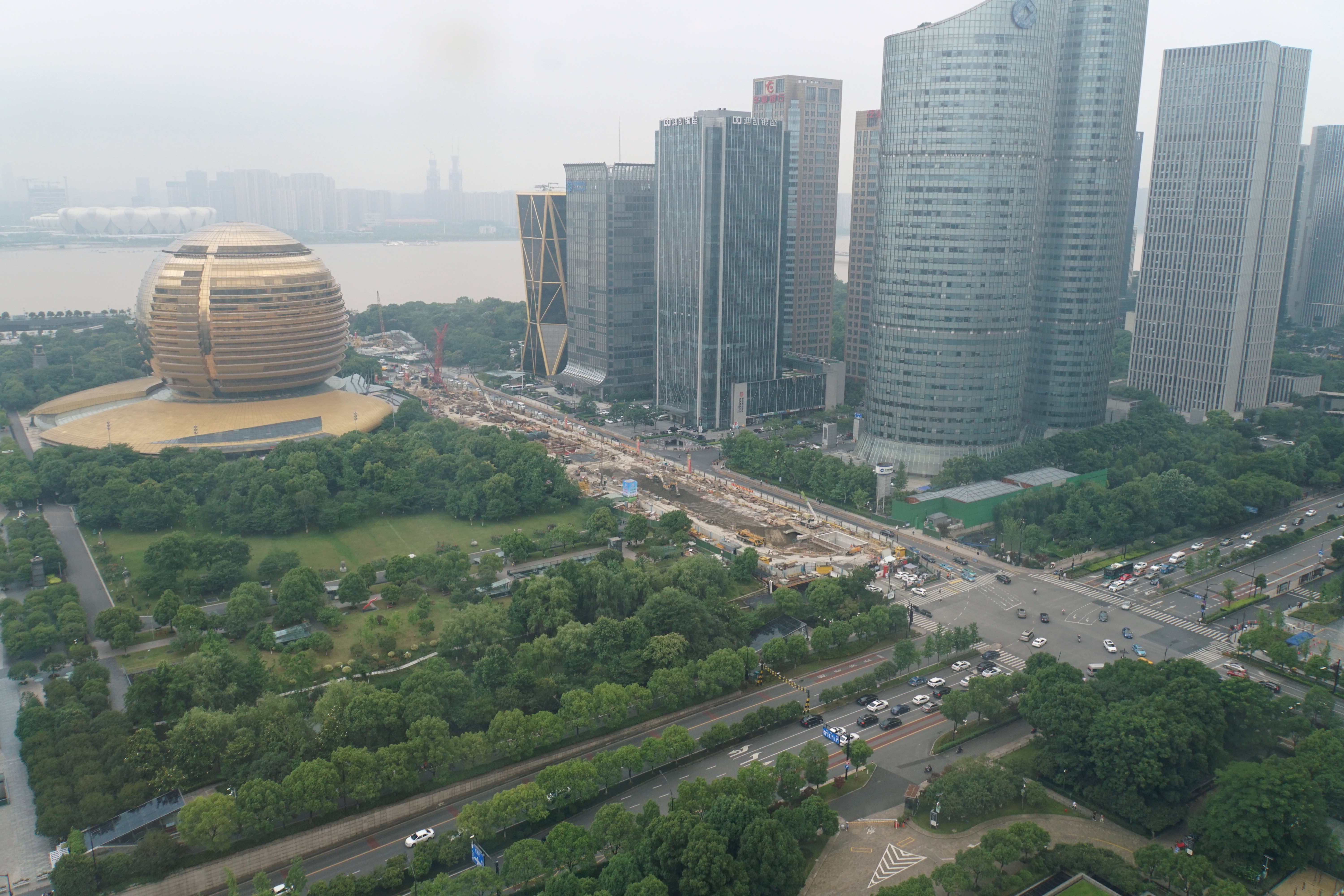
市民中心站工地，2020年6月

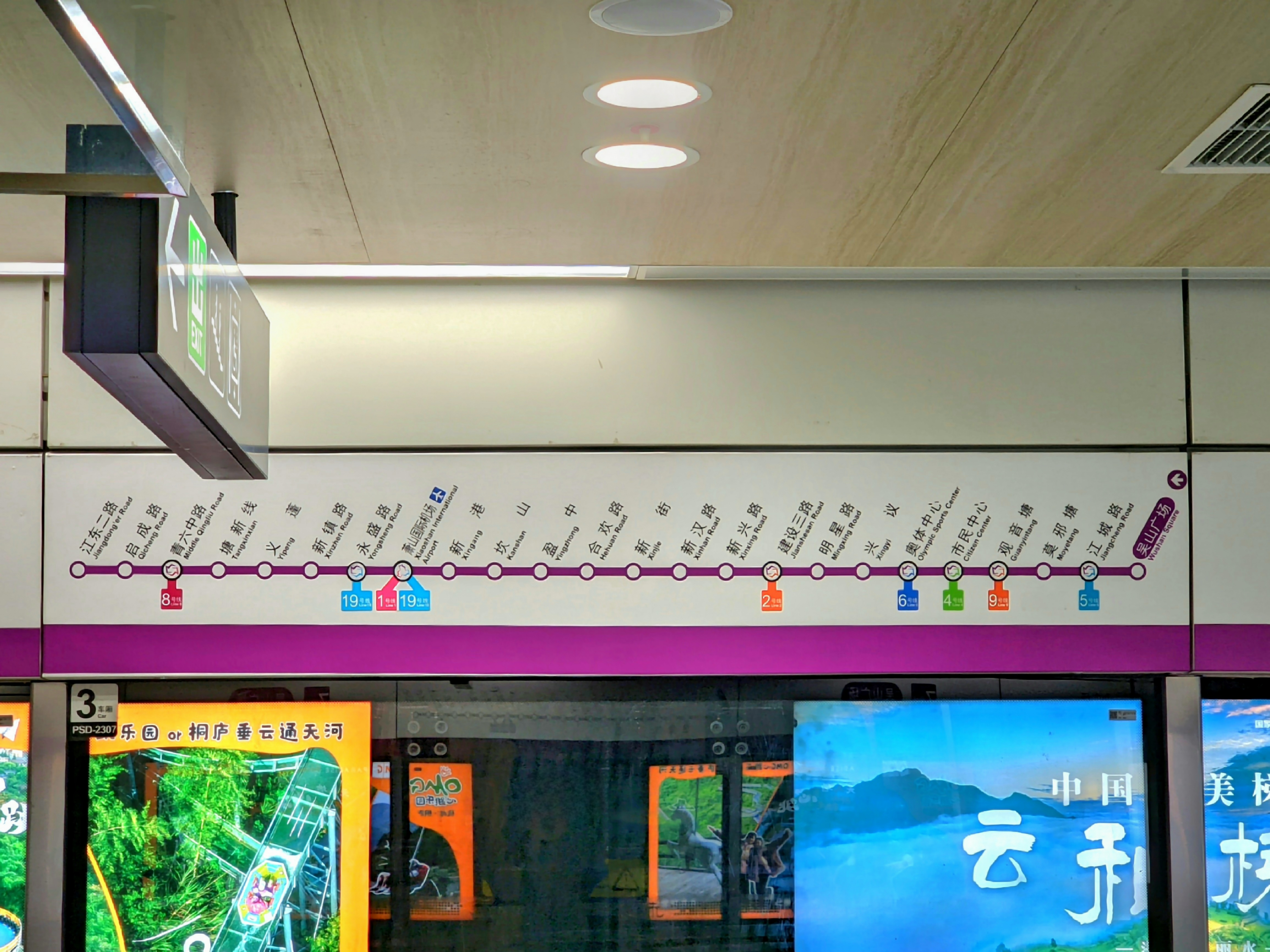
7号线线路图，摄于吴山广场站

| 区段 | 站名         | 换乘路线         | 所在地 | 站台形式       | 启用日期       |
| ---- | ------------ | ---------------- | ------ | -------------- | -------------- |
| 一期 | 吴山广场     | —                | 上城区 | 地下三层岛式   | 2022年4月1日   |
| 一期 | 江城路       | █ 5号线          | 上城区 | 地下三层岛式   | 2022年4月1日   |
| 一期 | 莫邪塘       | █ 18号线（在建） | 上城区 | 地下二层岛式   | 2022年4月22日  |
| 一期 | 观音塘       | █ 9号线          | 上城区 | 地下二层双岛式 | 2022年4月1日   |
| 一期 | 市民中心     | █ 4号线          | 上城区 | 地下三层岛式   | 2021年9月17日  |
| 一期 | 奥体中心     | █ 6号线          | 滨江区 | 地下二层岛式   | 2020年12月30日 |
| 一期 | 兴议         | —                | 萧山区 | 地下二层岛式   | 2020年12月30日 |
| 一期 | 明星路       | █ 15号线（在建） | 萧山区 | 地下二层岛式   | 2020年12月30日 |
| 一期 | 建设三路     | █ 2号线          | 萧山区 | 地下三层岛式   | 2020年12月30日 |
| 一期 | 新兴路       | —                | 萧山区 | 地下二层岛式   | 2020年12月30日 |
| 一期 | 新汉路       | —                | 萧山区 | 地下二层岛式   | 2020年12月30日 |
| 一期 | 新街         | —                | 萧山区 | 地下二层岛式   | 2020年12月30日 |
| 一期 | 合欢路       | —                | 萧山区 | 地下二层岛式   | 2020年12月30日 |
| 一期 | 盈中         | —                | 萧山区 | 地下二层岛式   | 2020年12月30日 |
| 一期 | 坎山         | —                | 萧山区 | 地下二层岛式   | 2020年12月30日 |
| 一期 | 新港         | —                | 萧山区 | 地下二层岛式   | 2020年12月30日 |
| 一期 | 萧山国际机场 | █ 1号线 █ 19号线 | 萧山区 | 地下三层岛式   | 2020年12月30日 |
| 一期 | 永盛路       | █ 19号线         | 萧山区 | 地下二层岛式   | 2020年12月30日 |
| 一期 | 新镇路       | —                | 钱塘区 | 地下二层岛式   | 2020年12月30日 |
| 一期 | 义蓬         | —                | 钱塘区 | 地下二层岛式   | 2020年12月30日 |
| 一期 | 塘新线       | —                | 钱塘区 | 地下二层岛式   | 2020年12月30日 |
| 一期 | 青六中路     | █ 8号线          | 钱塘区 | 地下二层岛式   | 2020年12月30日 |
| 一期 | 启成路       | —                | 钱塘区 | 地下二层岛式   | 2020年12月30日 |
| 一期 | 江东二路     | —                | 钱塘区 | 地下二层岛式   | 2020年12月30日 |

## 设计
7号线以“脉动杭城”为主题，采用动感与活力的设计语言打造个性化车站空间气氛，体现包容、大气、开放的文化内涵。
特色装饰车站：江东二路、青六中路、塘新线、永盛路、萧山国际机场、新兴路、奥体中心、市民中心、观音塘、江城路、吴山广场
- 吴山广场站设计考量了南宋艺术古、浑、元的审美取向，采用榫接飞檐立柱样式
- 江城路站延续5号线的徽派建筑白墙黑瓦设计
- 观音塘站以“经纬线”为设计理念，在空间里组织出独特城市记忆
- 市民中心站延续4号线的星空设计，配波纹镶边表现钱塘江潮的意境
- 奥体中心站以历史文化、运动速度感为主题设计
- 新兴路站以纵贯青蓝色灯带体现科技感
- 萧山国际机场站采用纸飞机形天花板体现“云上的日子”设计理念
- 永盛路站采用抽象化的无规则曲线体现丝绸纹路
- 塘新线站以彩灯方格象征钱塘江边的围垦
- 青六中路站设计有横向蓝色波浪和LED星空分别象征潮水和科技
- 江东二路站采用极简主义风格设计

## 使用列车
- 厂商型号：杭州地铁PM157型地铁列车
- 车辆外观设计： 西班牙 LKS Diara 工业设计有限公司
- 列车整体设计： 中国 中车南京浦镇车辆有限公司
- 制造厂商：杭州中车车辆有限公司
- 制造年份：2020 ~ 2022
- 外观特征：列车采用鼓形车体设计，以黑、白、紫为主色调；车头和侧边均以大面积紫色涂装为底，窗框和门框周围为黑色，车灯为熨斗形。
- 车体材质：铝合金车体
- 列车编组：6节A型编组（4M2T，Tc+Mp+M+M+Mp+Tc）
- 车体尺寸：长：22 m × 宽：3.08 m × 高：3.8 m
- 车门宽度：1.4 m
- 供电制式：架空接触网供电，DC 1500 V
- 最高运营速度：100 km/h
- 额定载客量：1784人
- 极限载客量：2460人
- 电气牵引系统：
  - 湘潭电机制 YQ-230-1A、YQ-230-1B 型鼠笼式三相异步交流牵引电动机（额定功率：230 kW，4×4台）
  - 株洲中车时代电气制 t Power-TN10 (UR1/JP3) 型 IGBT-VVVF 逆变器（1C2M2群方式控制，4组）
  - 株洲中车时代电气制 t Power-AA45 (JR4) 型 IGBT-SIV（高频并网供电方式，2×2台）
- 转向架：中车南京浦镇车辆制 PW-120E-Ⅱ 型无摇枕式抗蛇行空气弹簧转向架（6×2台）
- 车辆总数：共34列，合计204辆。
- 设施特征：该批列车采用42.7寸LCD屏幕路线图，车厢两端设有黄色LED信息屏，车头设有红色LED方向幕显示终到站。

- PM157型列车外观
- PM157型列车内饰
- PM157型列车车门上方的LCD屏幕动态线路图

## 换乘车站
目前运营、在建以及规划共有以下个车站可以换乘其他地铁线路
- 萧山国际机场站 - 与 █ 1号线换乘
- 建设三路站 - 与 █ 2号线换乘
- 市民中心站 - 与 █ 4号线换乘
- 江城路站 - 与 █ 5号线换乘
- 奥体中心站 - 与 █ 6号线换乘
- 青六中路站 - 与 █ 8号线换乘
- 观音塘站 - 与 █ 9号线换乘
- 明星路站 - 与 █ 15号线换乘
- 莫邪塘站 - 与 █ 18号线换乘
- 萧山国际机场站、永盛路站 - 与 █ 19号线换乘

## 历史
- 7号线最早规划为钱江世纪城至江东。线路由钱江世纪城站引出，于钱江世纪城、盈丰路两站与2号线双向同台换乘后折向东，线路平行于机场公路至萧山国际机场，再折向北沿钱塘江东岸至江东区域。[8]
- 2008年，经包括香港地铁公司在内的专家论证，7号线南移方案确定，机场高速段南移至建设四路一线。同时，与2号线的换乘调整至内环路站（今盈丰路站）、外环路站（今飞虹路站），终点站不再为世纪城站，以便线路在内环路站以西转向奥体中心站（今博览中心站）与6号线换乘并继续向市区方向延伸。[9][10]
- 2010年，本线确定不再与2号线同台换乘，2号线内环路、外环路站随之开工。
- 2016年12月，国家发改委批复《杭州市城市轨道交通第三期建设规划（2017-2022年）》，本线路总体线位正式确定。[11]
- 2017年5月，规划微调，萧山段新增坎山站、盈中站并调整机场西站[12]。机场以东段调整靖江站站位，由原先接驳中车基地改为进入靖江镇中心（后又增加义南站）。
- 奥体中心站于2017年首先开建，这也是与6号线的换乘站。
- 2019年4月14日，盈中站结构封顶，是7号线首个封顶的车站。[13]
- 2019年10月12日，二号风井-义蓬站右线隧道洞通,成为7号线首个贯通的区间。[14]
- 2020年5月29日，7号线首列车出厂。[15]
- 2020年7月8日，7号线江南段隧道全线贯通。[16]
- 2020年8月5日，7号线首列电客车抵达盈中车辆段。[17]
- 2020年8月20日，7号线江南段正线短轨贯通。[18]
- 2020年9月9日，7号线奥体中心站-江东三路停车场区段送电成功。[19]
- 2020年9月10日，7号线江南段接触网热滑[20]
- 2020年10月11日，杭州市人民政府批复了7号线的正式站名，其中11个站名与工程名不同。[21]
- 2020年11月18日，7号线江南段开始按运行图试运行[22]
- 2020年12月30日，7号线江南段开通运营[23]
- 2021年1月5日，7号线过江段短轨贯通[24]
- 2021年3月1日，7号线过江段接触网热滑[25]
- 2021年6月17日，7号线过江段开始按运行图试运行
- 2021年8月7日，吴山广场站～江城路站区间右线贯通，7号线剩余段隧道全线贯通[26]
- 2021年9月17日，7号线过江段（奥体中心站-市民中心站）开通运营[27]，剩余段（吴山广场站-观音塘站）轨道贯通。
- 2021年9月25日，7号线剩余段（吴山广场站-观音塘站）完成热滑试验。
- 2021年11月27日，7号线剩余段开始按运行图试运行，列车到达市民中心站时将清客后继续开往吴山广场方向。
- 2022年4月1日，7号线剩余段开通运营，其中莫邪塘站暂缓开通。
- 2022年4月22日，莫邪塘站开通运营。

## 事故
- 2019年11月14日凌晨1时左右，7号线坎山-机场西区间隧道掘进过程中，附近的燃气管道发生泄漏并导致地面塌陷，金星路三岔村附近多户人家的房屋出现开裂情况，并有大量泥浆涌出。地铁集团立刻组织抢修，事故中无人伤亡。[28]
- 2020年7月3日凌晨3点左右，7号线耕文路站西北角改迁雨水管发生沉降，在短时强降雨的作用下发生水土流失，导致坑外地面沉降塌陷，并使得一台停于此处的小车坠入坑中，但事故未造成人员伤亡，地铁基坑与周边房屋处于安全状态。[29]
- 2021年1月4日傍晚，奥体中心站附近的信达壹号院四期工地发生基坑渗水，导致奥体中心站和兴议站被迫于当晚19:37起关闭[30]。